# Louis Braille
Louis Braille (Coupvray, 4 de janeiro de 1809 — Paris, 6 de janeiro de 1852), mais raramente Luís Braille, foi o criador do sistema de leitura por tato para cegos que recebeu seu nome, braille.

## Biografia
Louis Braille nasceu em 4 de janeiro de 1809 em Coupvray, na França, a cerca de 40 km de Paris. Seu pai, Simon-René Braille, foi um fabricante de arreios e selas. Aos três anos, provavelmente ao brincar na oficina do pai, Louis feriu-se no olho esquerdo com uma ferramenta pontiaguda, possivelmente uma sovela. A infecção que se seguiu ao ferimento alastrou-se ao olho direito, provocando a cegueira total.

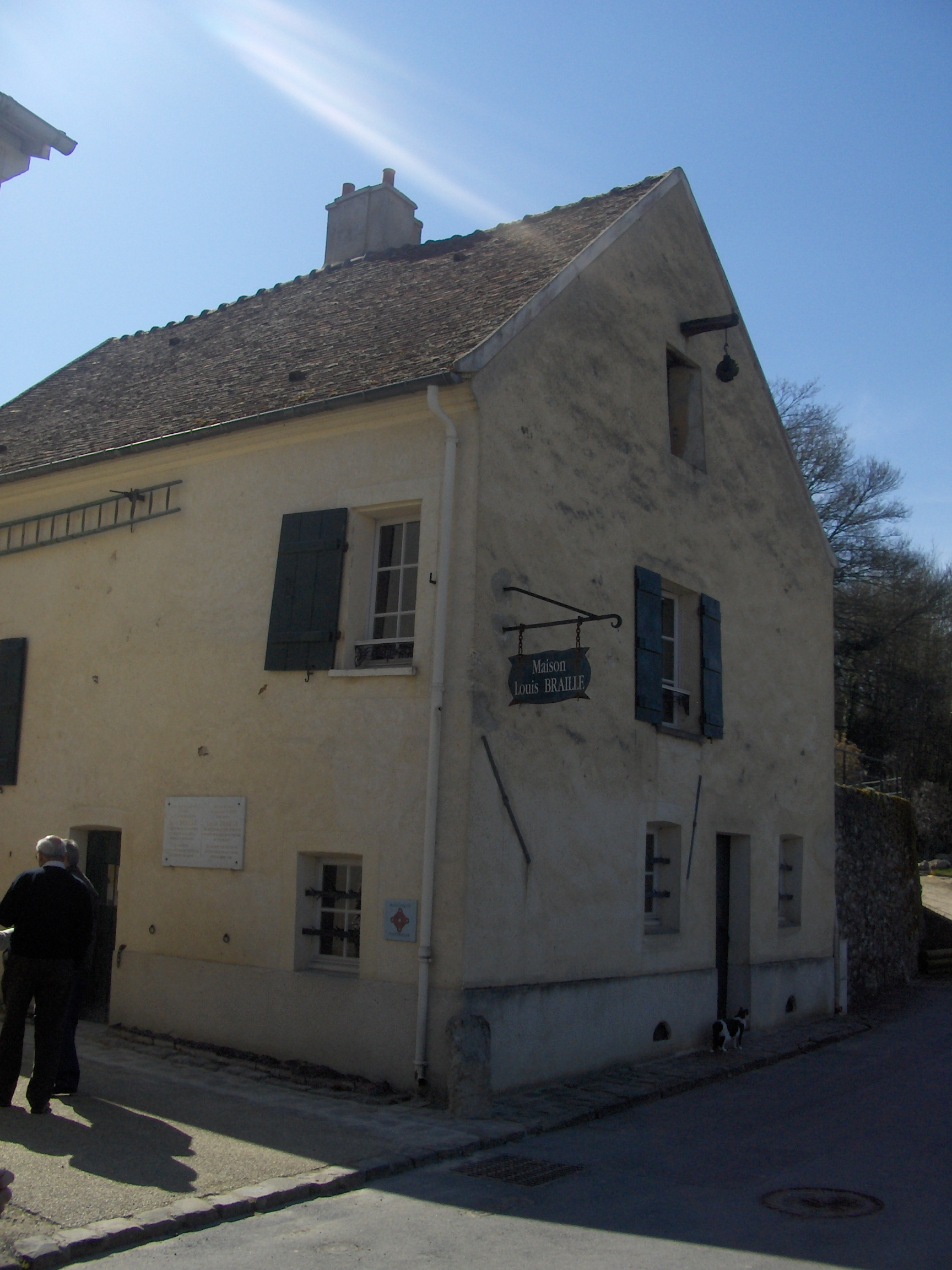
Casa de Louis Braille na sua aldeia natal, Coupvray.

Na tentativa de que Louis tivesse uma vida o mais normal possível, os pais e o padre da paróquia, Jacques Pallury, matricularam-no na escola local. Louis tinha enorme facilidade em aprender o que ouvia e em determinados anos foi selecionado como líder da turma. Com 10 anos de idade, Louis ganhou uma bolsa de estudo do  Institut Royal des Jeunes Aveugles de Paris (Instituto Real de Jovens Cegos de Paris, atual Instituto Nacional para Jovens Cegos).
O fundador do instituto, Valentin Haüy, foi um dos primeiros a criar um programa para ensinar os cegos a ler. As primeiras experiências de Haüy envolviam a gravação em alto-relevo de letras grandes, em papel grosso. Embora rudimentares, esses esforços lançaram a base para desenvolvimentos posteriores. Apesar de as crianças aprenderem a ler com este sistema, não podiam escrever porque a impressão era feita com letras costuradas no papel.
Louis aprendeu a ler as grandes letras em alto-relevo nos livros da pequena biblioteca de Haüy. Mas também se apercebia que aquele método, além de lento, não era prático. Na ocasião, ele escreveu no seu diário:
| “ | Se os meus olhos não me deixam obter informações sobre homens e eventos, sobre ideias e doutrinas, terei de encontrar uma outra forma. | ” |

Em 1821, quando Louis Braille tinha somente 12 anos, Charles Barbier, capitão reformado da artilharia francesa, visitou o instituto onde apresentou um sistema de comunicação chamado de escrita noturna, também conhecido por Serre e que mais tarde veio a ser chamado de sonografia. Tratava-se de um método de comunicação táctil que usava pontos em relevo dispostos num rectângulo com seis pontos de altura por dois de largura e que tinha aplicações práticas no campo de batalha, quando era necessário ler mensagens sem usar a luz que poderia revelar posições. Assim, era possível trocar ordens e informações de forma silenciosa. Usava-se uma sovela para marcar pontinhos em relevo em papelão, que então podiam ser sentidos no escuro pelos soldados.

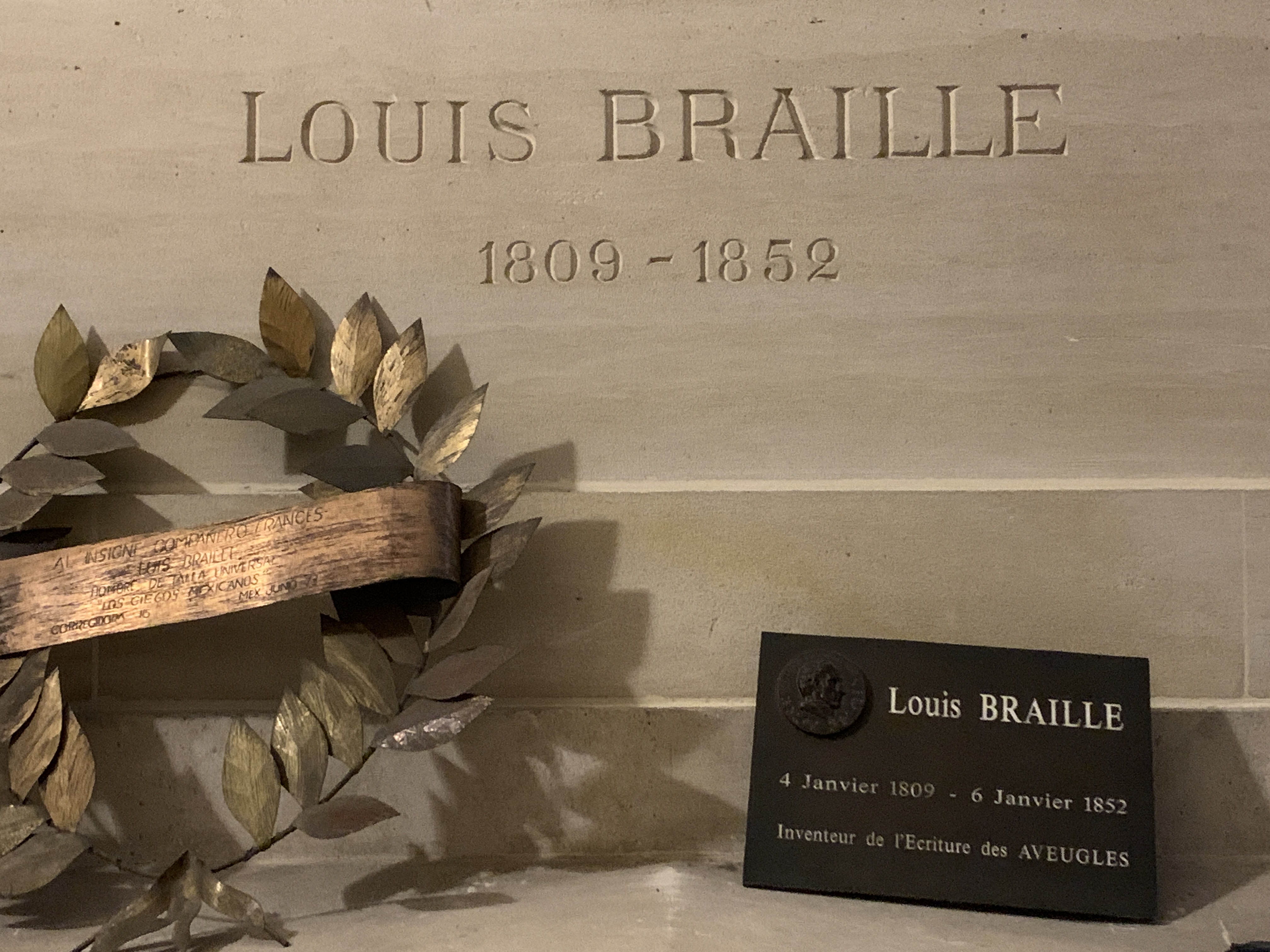
Cripta de Braille no Panteão de Paris.

A escrita noturna baseava-se numa tabela de trinta e seis quadrados, cada quadrado representando um som básico da linguagem humana. Duas fileiras com até seis pontos cada uma eram gravadas em relevo no papel. O número de pontos na primeira fileira indicava em que linha horizontal da tabela de sons vocálicos se encontrava o som desejado, e o número de pontos na segunda fileira designava o som correto naquela linha. Esta ideia de usar um código para representar palavras em forma fonética foi introduzido no Instituto. Louis Braille dedicou-se de forma entusiástica ao método e passou a efetuar algumas melhorias.
Assim, nos dois anos seguintes, Braille esforçou-se em simplificar o código. Por fim desenvolveu um método eficiente e elegante que se baseava numa célula de apenas três pontos de altura por dois de largura. O sistema apresentado por Barbier, era baseado em 12 pontos, ao passo que o sistema desenvolvido por Braille é mais simples, com apenas 6 pontos. Braille, em seguida, melhorou o seu próprio sistema, incluindo a notação musical e numérica. Em 1824, com apenas 15 anos, Louis Braille terminou o seu sistema de células com seis pontos. Pouco depois, ele mesmo começou a ensinar no instituto e, em 1829, publicou o seu método exclusivo de comunicação que hoje tem o seu nome. Exceto algumas pequenas melhorias, o sistema permanece basicamente o mesmo até hoje.
Apesar de tudo, levou tempo até essa inovação ser aceita. As pessoas com visão não entendiam quão útil o sistema inventado por Braille podia ser, e um dos professores principais da escola chegou a proibir seu uso pelas crianças. Felizmente, tal decisão teve efeito contrário ao desejado, encorajando as crianças a usar o método e a aprendê-lo em segredo. Com o tempo, mesmo as pessoas com visão acabaram por perceber os benefícios do novo sistema. No instituto, o novo código só foi adotado oficialmente em 1854, dois anos após a morte de Braille, provocada pela tuberculose em 6 de janeiro de 1852, com apenas 43 anos.
Na França, a invenção de Louis Braille foi finalmente reconhecida pelo Estado. Em 1952, seu corpo foi transferido para Paris, onde repousa no Panthéon.
O dia 4 de Janeiro, data de seu nascimento, foi instituído como o Dia Mundial do Braille, comemorado pela primeira vez em 2019.

## O código Braille

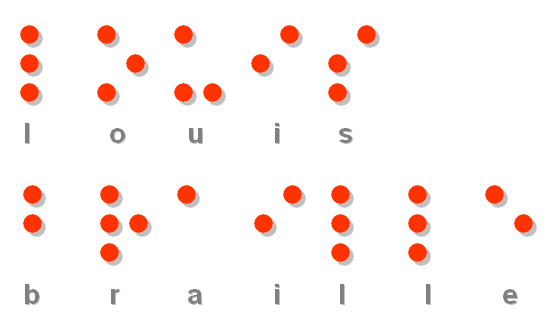
O nome "Louis Braille" em braille.

Sendo um sistema realmente eficaz, por fim tornou-se popular. Hoje, o método simples e engenhoso elaborado por Braille torna a palavra escrita disponível a milhões de deficientes visuais, graças aos esforços decididos daquele rapaz há quase 200 anos.
O braille é lido da esquerda para a direita, com uma ou ambas as mãos. Cada célula braille permite 63 combinações de pontos. Assim, podem-se designar combinações de pontos para todas as letras e para a pontuação da maioria dos alfabetos. Vários idiomas usam uma forma abreviada de braille, na qual certas células são usadas no lugar de combinações de letras ou de palavras frequentemente usadas. Algumas pessoas ganharam tanta prática em ler braille que conseguem ler até 200 palavras por minuto.
a | b | c | d | e | f | g | h | i | j
As primeiras dez letras só usam os pontos das duas fileiras de cima.
Os números de 1 a 9, e o zero, são representados por esses mesmos dez sinais, precedidos pelo sinal de número, especial.
k | l | m | n | o | p | q | r | s | t
As dez letras seguintes acrescentam o ponto no canto inferior esquerdo a cada uma das dez primeiras letras.
u | v | x | y | z
As últimas cinco letras acrescentam ambos os pontos inferiores às cinco primeiras letras, a letra "w" é uma exceção porque foi acrescentada posteriormente ao alfabeto francês.
As combinações restantes, ainda possíveis visto que 63 hipóteses de combinação dos pontos, são usadas para pontuação, contrações e abreviaturas especiais. Estas contrações e abreviaturas às vezes tornam o braille difícil de aprender. Isto acontece especialmente no caso de pessoas que ficam cegas numa idade mais avançada, visto que a única forma de aprender braile é memorizar todos os sinais. Por esse motivo, há vários "graus" de braille.

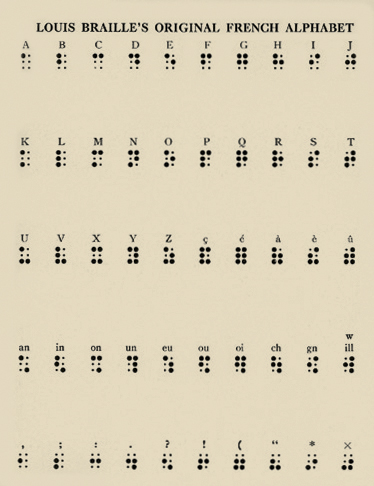
A primeira versão do braille, composta para o alfabeto francês

O braille por extenso, ou grau um, só utiliza os sinais que representam o alfabeto e a pontuação, os números e alguns poucos sinais especiais de composição que são específicos do sistema. Corresponde letra por letra, à impressão visual que é observável num texto comum. Este grau é o mais fácil de se aprender, visto que há menos sinais para memorizar. Por outro lado, o braille grau um é o mais lento para ser transcrito e lido, e o produto final, impresso, é mais volumoso. Visto que a maioria do braille produzido hoje é transcrito e produzido por voluntários, em organizações não lucrativas, o grau um é usado raramente.
O braille grau dois é uma forma mais abreviada do braille. Por exemplo, em inglês, cada um dos 26 sinais que representam o alfabeto têm um significado duplo. Se o sinal é usado em combinação com outros padrões dentro de uma palavra, representa apenas uma letra, mas se estiver isolado representa uma palavra comum. Isto ocorre similarmente no braille português. Assim, por exemplo, o sinal para n isolado representa não, abx representa abaixo, abt, absoluto, ag, alguém, e assim por diante. Outros sinais são empregues para representar prefixos gramaticais e sufixos comuns. O uso de contracções e abreviaturas reduz bastante o tempo envolvido em transcrever e ler a matéria, bem como o tamanho do volume acabado. Actualmente, portanto, este é o grau mais comum do braille. Em contrapartida, é mais difícil aprender o braille abreviado grau dois. É necessário memorizar todos os 63 sinais diferentes (a maioria dos quais tem mais de um significado, dependendo de como são usados), mas também é preciso aprender o conjunto de regras necessárias que governam quando cada sinal pode ou não ser usado.
O grau três é uma forma de braille altamente abreviada, especialmente usada em inglês. No grau três há várias contracções e abreviaturas a memorizar, e as regras que governam o seu uso são correspondentemente difíceis. O braille grau três é usualmente utilizado em anotações científicas ou em outras matérias muito técnicas. Visto que bem poucos cegos conseguem ler este grau de braille, não é usado com frequência.
O braille provou ser muito adaptável como meio de comunicação. Quando Louis Braille inicialmente inventou o sistema de leitura, aplicou-o à notação musical. O método funciona tão bem que a leitura e escrita de música é mais fácil para os cegos do que para os que vêem. Vários termos matemáticos, científicos e químicos têm sido transpostos para o braille, abrindo amplos depósitos de conhecimento para os leitores cegos. Relógios com ponteiros reforçados e números em relevo, em braille, foram produzidos, de modo que dedos ágeis possam sentir as horas.

## Publicações
Braille produziu várias obras escritas sobre braille e como educação geral para cegos. Método de escrever palavras, música e canções simples ... (1829) foi revisado e republicado em 1837; seu guia de matemática, Pequena sinopse de aritmética para iniciantes, entrou em uso em 1838; e sua monografia Novo método para representar por pontos a forma de letras, mapas, figuras geométricas, símbolos musicais, etc., para uso por cegos, foi publicada pela primeira vez em 1839. Muitos dos trabalhos acadêmicos impressos originais de Braille permanecem disponíveis no museu do local de nascimento do Braille em Coupvray.